# Quaestio de sicariis et veneficis
La quaestio de sicariis et veneficis era un tribunale permanente (quaestio) operante nella Roma repubblicana, istituito con la Lex Cornelia Sullae de sicariis et veneficis fatta approvare da Silla nell'81 a.C., che si occupava della cognizione e conseguente punizione dei reati di omicidio volontario (non colposo), veneficio e secondo alcuni studiosi, tra cui Mommsen, anche di furto.
I processi per i reati si svolgevano a Roma di norma nel foro (avevano quindi rilevanza pubblica) e potevano concludersi o con la condanna a morte (anche nei ludi gladiatores) dell'imputato oppure col suo esilio.

## Storia
Il giudizio sui due crimini era precedentemente affidato a due tribunali indipendenti (quaestio de sicariis e de veneficis), prima dell'epoca sillana. Ce ne dà testimonianza l'orazione Pro Roscio pronunciata nell'80.
La riorganizzazione sillana portò ad attribuire alla corte anche il giudizio su altre azioni criminose, come l'incendio con dolo, la corruzione giudiziaria e l'uso di armi entro mille passi dall'Urbe. Questa misura si imponeva per porre un freno all'azione di bande armate dalle quali era afflitta Roma dai tempi della guerra civile tra Mario e Silla.
A Roma a presiedere la quaestio era il pretore, che aveva giurisdizione solo per i casi commessi a Roma, mentre nel resto d'Italia o nelle province non è chiaro se esistessero altri tribunali simili o se operassero corti locali presso i municipia, in base alle norme delle quaestiones cittadine.
Durante la prima età imperiale il campo di applicazione della lex Cornelia de sicariis et veneficis (attraverso l'emanazione di vari senatusconsulta) fu progressivamente esteso anche ad altri casi di reati contro la persona e contro l'ordine sociale.